# Plastron

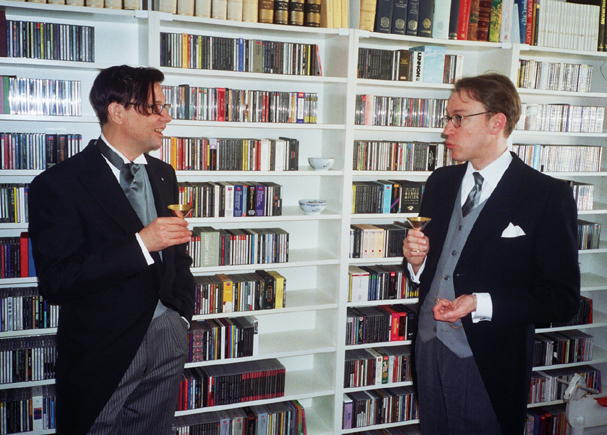
Signori in tight; quello a sinistra porta una cravatta tipo plastron

Il plastron è un tipo di cravatta sia maschile sia femminile. 
Nell'abbigliamento maschile oramai si riserva solo alle occasioni particolarmente formali o importanti quando si indossa il tight  (morning dress) se si porta la camicia con collo diplomatico. 
Il plastron moderno, in uso dall'epoca vittoriana, si indossa eseguendo un particolare nodo, dopodiché i lembi incrociati che coprono lo sparato della camicia vengono fermati con una spilla; nella variante femminile ne esistono modelli variamente colorati e dotati di volant, pizzi, piegoline e ricami. Il plastron può essere di tipo tradizionale, annodabile, oppure premontato, come per le cravatte a farfalla, con chiusura a collare.
In ambito equestre, nel dressage il plastron è un importante accessorio della tenuta delle amazzoni, mentre gli uomini indossano solitamente la cravatta bianca.

## Origine

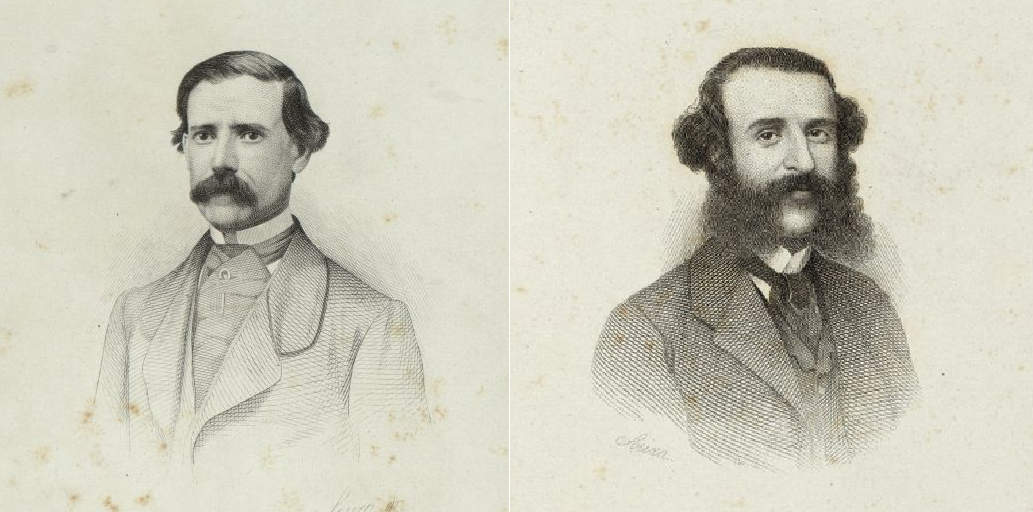
Gentiluomini del XIX secolo con cravatta plastron.

Talvolta la parola plastron si usa, anche in Italia, come sinonimo di sparato, ossia la parte anteriore delle camicie da sera. Questo è molto più frequente in francese, dato che il vocabolo deriva dalla parte anteriore delle armature che portava appunto lo stesso nome. 
Il plastron fungeva da "sciarpa da caccia"; un nastro in stoffa annodato intorno al collo che poteva servire in casi di emergenza per soccorrere cavalieri e cavalli (per fermare le emorragie o immobilizzare arti fratturati). Già nel 1630 se ne ha conoscenza nelle divise dei mercenari croati assoldati da Luigi XIII re di Francia e il cardinale Richelieu, mentre della versione più moderna si sa che era molto di moda in Inghilterra, grazie a Edoardo VII, nel 1888.

## Etimologia
La parola plastron è francese e deriva dal termine italiano piastrone, indicante il pezzo della corazza che riparava il petto dei cavalieri medievali.